# Акинтиевский, Константин Константинович
Константи́н Константи́нович Акинтиевский (14 (26) октября 1884, Чернигов — 17 марта 1962, Нью-Йорк) — белогвардейский офицер, участник Первой мировой войны и Гражданской войны в Сибири и на Дальнем Востоке.
Из дворян Черниговской губернии. Православный. Окончил Орловский Бахтина кадетский корпус (1902) и Константиновское артиллерийское училище (1905). Из училища 9 (22) апреля 1905 года зачислен подпоручиком в Гвардейскую запасную пешую батарею. Позже служил в Гвардейском мортирном дивизионе. Окончил Императорскую Николаевскую военную академию (1913; по 1-му разряду). По выпуске из академии приказом по генштабу № 4 за 1914 год прикомандирован к 7-му Финляндскому стрелковому полку для командования ротой.
С 1914 года — на фронте. 27 октября 1915 года назначен помощником старшего адъютанта в штабе 9-й армии. Старший адъютант штаба 1-го Гвардейского корпуса (назначен в начале 1916 года). Подполковник (15 (28) августа 1916). Штаб-офицер для поручений при штабе 1-го Гвардейского корпуса (с 21 сентября того же года). Осенью 1917 года — старший адъютант оперативного отделения штаба 2-й армии.
28 ноября 1917 года командирован в Хабаровск в распоряжение командующего Приамурским военным округом на должность начальника штаба округа. По прибытии 21 декабря 1917 года в Хабаровск отказался вступать в должность и выехал в Маньчжурию. 10 января 1918 года прибыл в Харбин в распоряжение генерала Хорвата. С января по май 1918 года — старший адъютант отчётного отделения штаба Заамурского военного округа. С мая 1918 года по март 1919 года состоял при штабе Российских войск полосы отчуждения КВЖД. Полковник (март 1919 года).
Начальник квартирмейстерского отдела Главного штаба (с января по 27 мая 1919 года), начальник общего отдела штаба Верховного Главнокомандующего А. В. Колчака (27 мая — 10 июня), начальник оперативного отдела штаба Верховного главнокомандующего (10 июня — 17 июля), начальник штаба 2-й армии (17 июля — 12 ноября 1919 года). Генерал-майор (21 сентября того же года). С 12 ноября 1919 года находился в распоряжении генерал-лейтенанта Н. А. Лохвицкого, ведшего переговоры с атаманом Г. М. Семёновым. Участник Великого Сибирского Ледяного похода.
В Чите приказом атамана Г. М. Семёнова был назначен генерал-квартирмейстером, а 12 февраля 1920 года — помощником начальника штаба главнокомандующего Вооруженными силами Российской Восточной окраины Г. М. Семёнова. 30 апреля того же года назначен начальником штаба Дальневосточной армии (в должности с 3 мая по 28 июля 1920 года). После октября 1920 года отступил с армией в Приморье, где продолжал борьбу с большевиками.
В 1922 году эмигрировал в Китай, жил в Харбине (до 1935 года), откуда был выслан за критику японского режима. В сентябре 1935 года поселился в Шанхае. Председатель Русского офицерского комитета (с 1937 года). Сотрудничал в качестве автора статей с газетой «Шанхайская заря», публиковал военно-политические обзоры, впоследствии выехал в США.
Братья: Георгий (1888 — ?) — подполковник и Владимир (1886—1962) — подполковник.

## Награды
- Орден Святого Станислава 3-й ст. (06.12.1909);
- Орден Святой Анны 3-й ст. (08.05.1913);
- Орден Святого Владимира 4-й степени с мечами и бантом (ВП 04.06.1915).

## Сочинения
- Акинтиевский К. К. Марнское сражение. Стратегический очерк осенней кампании германских армий во Франции 1914 г. — Шанхай: Издание «Грядущая Россия», 1933.
- Неопубликованные мемуары Акинтиевского хранятся в архиве Гуверовского института.